# Ḩājjī Maḩmūd
Ḩājjī Maḩmūd (persiska: حاجی محمود) är en ort i Iran.   Den ligger i provinsen Ardabil, i den nordvästra delen av landet, 400 km nordväst om huvudstaden Teheran. Ḩājjī Maḩmūd ligger 1 511 meter över havet och antalet invånare är 187.
Terrängen runt Ḩājjī Maḩmūd är kuperad åt sydväst, men åt nordost är den platt. Ḩājjī Maḩmūd ligger nere i en dal. Runt Ḩājjī Maḩmūd är det ganska tätbefolkat, med 134 invånare per kvadratkilometer. Närmaste större samhälle är Kūrā'īm, 2,9 km söder om Ḩājjī Maḩmūd. Trakten runt Ḩājjī Maḩmūd består i huvudsak av gräsmarker.